# Tolhuin
Tolhuin is een plaats op de archipel Vuurland, in het departement Río Grande en de provincie Vuurland, Antarctica en Zuid-Atlantische eilanden in Argentinië.
Tolhuin ligt ten oosten van het meer Lago Fagnano.

## Demografie
In 1991 had de plaats 445 inwoners. In 2001 echter 1382 inwoners, een stijging van 198,3%.

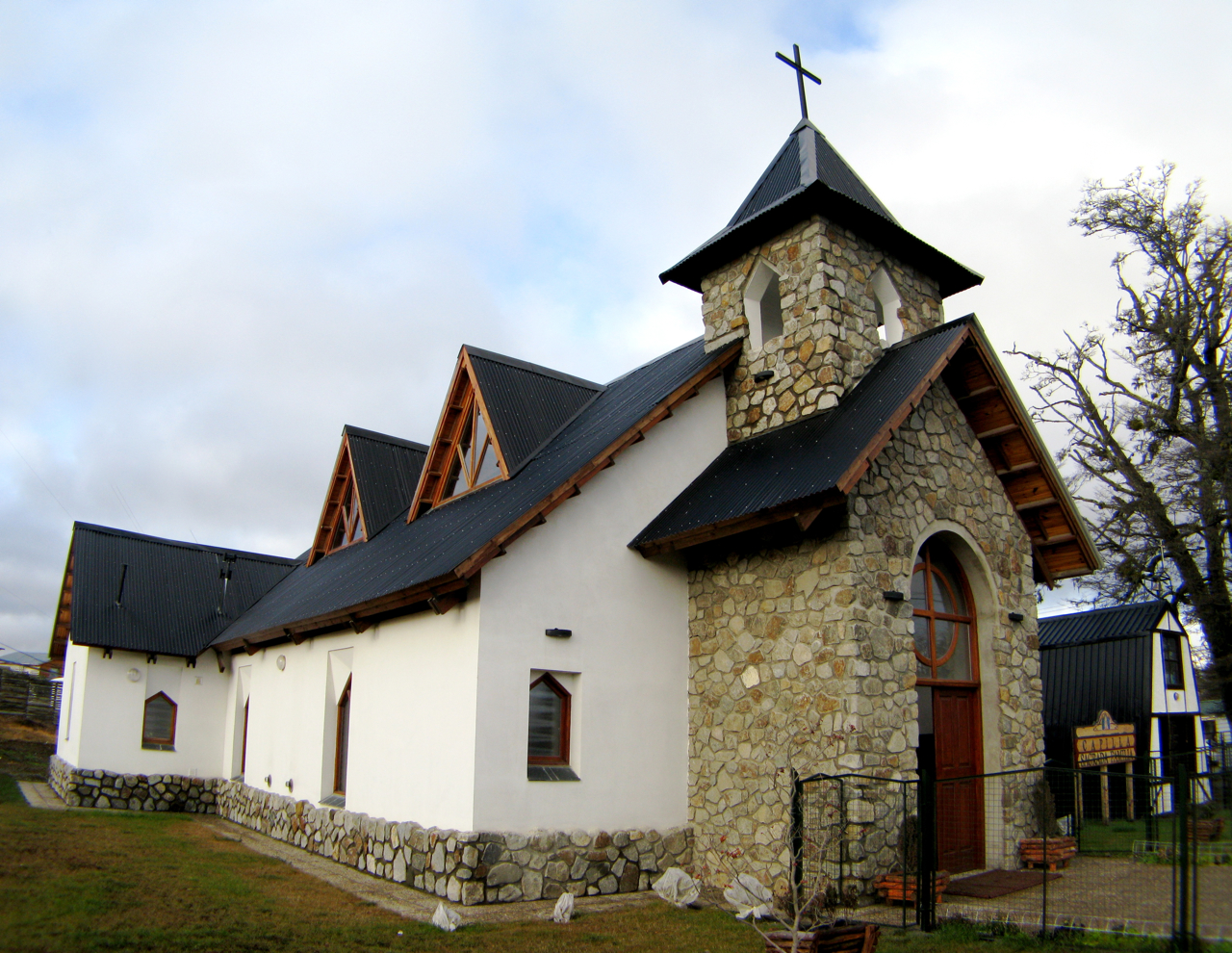
Kerk Sagrada Familia van Tolhuin